# Harvey Griffiths
Harvey Lawson Griffiths (sinh ngày 22 tháng 9 năm 2003) là một cầu thủ bóng đá người Anh hiện đang thi đấu cho câu lạc bộ Wolverhampton Wanderers ở vị trí tiền vệ.

## Sự nghiệp
Trưởng thành từ lò đào tạo trẻ của Manchester City, Griffiths đã gia nhập Wolverhampton Wanderers vào ngày 31 tháng 8 năm 2021.
Ngày 6 tháng 7 năm 2023, Griffiths gia hạn hợp đồng với Wolves với một bản hợp đồng có thời hạn đến hè năm 2026.